# Aragoa
Aragoa é um género botânico pertencente à família Plantaginaceae. Tradicionalmente este gênero era classificado na família das Scrophulariaceae.

## Espécies
Formada por 23 espécies:
- Aragoa abietina Kunth
- Aragoa abscondita Fern.Alonso
- Aragoa castroviejoi Fern.Alonso
- Aragoa chingacensis Fern.Alonso
- Aragoa cleefii Fern.Alonso
- Aragoa corrugatifolia Fern.Alonso
- Aragoa cundinamarcensis Fern.Alonso
- Aragoa cupressina Kunth
- Aragoa diazii Fern.Alonso
- Aragoa dugandii Romero
- Aragoa funckii Fern.Alonso
- Aragoa funzana Fern.Alonso
- Aragoa hammenii Fern.Alonso
- Aragoa jaramilloi Fern.Alonso
- Aragoa kogiorum Romero
- Aragoa lucidula S.F.Blake
- Aragoa lycopodioides Benth. ex Oliver
- Aragoa occidentalis Pennell
- Aragoa parviflora Fern.Alonso & Castrov.
- Aragoa perez-arbelaeziana Romero
- Aragoa picachensis Fern.Alonso
- Aragoa romeroi Fern.Alonso
- Aragoa tamana Fern.Alonso